# Бийма, Олег Иванович
Олег Иванович Бийма (укр. Олег Іванович Бійма, род. 19 апреля 1949, Киев) — советский и украинский кинорежиссёр, сценарист, академик Телевизионной академии Украины (1997), художественный руководитель студии «Укртелефильм», Заслуженный деятель искусств Украины (2000). Лауреат Национальной премии Украины им. Т. Шевченко (1996), академик Евразийской телевизионной академии.

## Биография
Родился в семье Героя Советского Союза Ивана Биймы (1912—1992), мать закончила консерваторию (лирико-колоратурное сопрано). Мать привила сыну любовь к музыке. В 14 лет на радиостанции «Юность» прозвучал его первый концерт для фортепиано с оркестром в авторском исполнении.
Окончил киевскую среднюю школу № 87. В этом же году был объявлен набор во ВГИК на курс Сергея Герасимова. Олег прошёл конкурс из трёх тысяч абитуриентов со всех советских республиках. Однако из-за развода родителей учёба в Москве не состоялась. Бийма поступил в университет на факультет романо-германских языков и проучился там год. В 1967—1972 гг. обучался на кинорежиссёрском факультете Киевского государственного института театрального искусства им. Карпенко-Карого на курсе Владимира Неберы.
С 1972 года — режиссёр студии «Укртелефильм». Кинорежиссёр высшей категории.
С августа 2000 года — генеральный директор Украинской студии телевизионных фильмов «Укртелефильм», исполняющий обязанности генерального директора Государственной ТРК «Культура».
Член Национального комитета по Национальной премии Украины имени Тараса Шевченко (1996—2008), член правления Национального союза кинематографистов Украины, член коллегии Государственного комитета информационной политики, телевидения и радиовещания Украины (с декабря 2000).
В 2007 году освобожден от должности гендиректора «Укртелефильма».

## Творчество
Снял более 120 разножанровых фильмов, 70 фильмов-концертов. Является автором цикла документальных фильмов «Немеркнущие звёзды» (укр. Немеркнучі зірки) (1997) (до настоящего времени реализовано 40 фильмов), в частности: «Лариса Кадочникова» (2 фильма), «Зинаида Дехтярёва», «Богодар Которович» (2 фильма), «Юлия Ткаченко» (2 фильма), «Константин Степанков» (3 фильма), «Анатолий Соловьяненко» (2 фильма), «Ольга Басистюк» (2 фильма), «Евгений Станкович» (2 фильма), «В. Гуцал», «Юрий Мушкетик», «Евгения Мирошниченко» (4 фильма), «Фёдор Стригун», «Сёстри Байко» (2 фильма), «О. Гай», «М. Стефюк» (2 фильма), «Николай Стороженко», «Раиса Кириченко» (2 фильма), «Богдан Ступка» (3 фильма).
В частности, снял первый на Украине эротический сериал «Остров любви».

## Фильмография

### Игровое кино
- 1978 — Свадебный венок (короткометражный)
- 1978 — Сказка как сказка…
- 1980 — Лючия ди Ламмермур (+ автор сценария)
- 1981 — Пусть он выступит
- 1982 — Улыбки Нечипоровки (+ автор сценария)
- 1984 — За ночью день идёт
- 1987 — Испытатели
- 1988 — Голубая роза (+ автор сценария)
- 1989 — Хочу сделать признание (+ автор сценария)
- 1990 — Чёрная пантера и Белый медведь
- 1991 — Грех (+ автор сценария)
- 1993 — Западня (+ автор сценария)
- 1993 — Преступление со многими неизвестными (+ автор сценария)
- 1995—1996 — Остров любви (+ автор сценария новелл «Остров любви», «Сон», «Невесна», «Блуд»)
- 1997 — Страсть (+ автор сценария)
- 2002 — Прощание с Каиром

### Документальное кино
- 1972 — «Україна. Рік 1972»
- 1974 — «Україна. Рік 1973»
- 1977 — «Відкриваючи світ»
- 1977 — «Витоки»
- 1982 — «Борис Гмиря»
- 1986 — «Карпатські джерела»
- 1987 — «Дороги кобзарські»
- 1990 — «Володимир Роянов та його полонянки»
- 1991 — «Історія одного дому» (2 серии)
- «Львівських кав’ярень чар» (2 фильма)
- «Кахлі пана Пйотруся»
- «Львівський оперний в часі і просторі»
- 2002 - "Салко Юрій. Без трафарету"

## Музыкальное кино
- 1973 — «Перед концертом» (про Н. Кондратюка)
- 1974 — «Квартет имени Лысенко»
- 1974 — «Ти плюс я — весна»
- 1974 — «Хор народний» (про Национальный заслуженный академический народный хор Украины им. Верёвки)
- 1976 — «Призвание» (про А. Мокренко)
- 1978 — «Образы» (про Е. Мирошниченко)
- 1979 — «Свадебный венок»
- 1981 — «Песни Платона Майбороды» (про композитора П. Майбороду)
- 1981 — «Розцвітає рута-м’ята»
- 1981 — «Солов'їний романс» (про М. Стефюк)
- 1982 — «Тополина земля» (про Р. Кириченко)
- 1982 — «Земле моя світла» (про квартет «Явір»)
- 1982 — «Мелодии старого замка»
- 1985 — «Весенние вариации» (про Н. Матвиенко)
- 1986 — «Танцює Покуття»
- 1986 — «Дума» (про Капеллу бандуристов)
- 1987 — «Жить — это петь» (про Е. Колесник)
- 1989 — «А. Соловьяненко на сцене и за сценой»
- 2011 — «Евгения Мирошниченко навсегда» (про Е. Мирошниченко)
- 2018 — «Елизавета Чавдар»

## Факты
- На премьере фильма Сергея Параджанова «Тени забытых предков» (5 сентября 1965 года) десятиклассник Олег Бийма пережил потрясение от самого фильма и от событий на премьере, когда Василий Стус со сцены объявил о начале массовых арестов интеллигенции на Украине. Параджанова Бийма называл своим заочным учителем[2]